# Mårten Boström
Mårten Bernt Erik Boström (født 3. august 1982 i Kirkkonummi, Finland) er en finsk orienterings- og langdistanceløber .
Mårten Boström vandt bronze med det finske stafethold ved JVM 2000 og individuellt bronze ved junior-NM 2001 og vandt samme år sølv på den klassiske distance ved JVM. Han vandt bronze i sprint ved EM 2004 i Roskilde. 2011 vandt han Copenhagen Marathon.
I 2013 blev han verdensmester i sprintorientering ved VM i Finland.